# Antwerpse Basketballclub
 (juillet 2017).
Si vous disposez d'ouvrages ou d'articles de référence ou si vous connaissez des sites web de qualité traitant du thème abordé ici, merci de compléter l'article en donnant les références utiles à sa vérifiabilité et en les liant à la section « Notes et références ».
L' Antwerpse B.C. (ou Anvers B.C. en français) était un club belge de basket-ball basé à Anvers en Belgique.

## Histoire
L'Antwerpse BC est fondé par Joseph De Combe en 1938. Le club obtient le matricule 49 et remporte principalement ses titres dans les années 1960, au total le club anversois remporte huit titres de Champion de Belgique et trois Coupe de Belgique.
Par la suite, l'Antwerpse BC fusionne avec divers club anversois tels que le Zaziko, le Brabo, l'Oxaco, le Tunnel et d'autres équipes pour former le SOBABEE.
En 1995, le club fusionne avec le RC Malines pour donner naissance au Racing Basket Anvers.

## Noms successifs
- 1938 - 1972 : Antwerpse B.C.
- 1972 - 1973 : Racing Basket Antwerpen
- 1973 - 1974 : Racing Ford Antwerpen
- 1974 - 1975 : Racing Thorens Antwerpen
- 1975 - 1976 : Immo Scheers Lierre
- 1975 - 1995 : Sobabee

## Palmarès
- Championnat de Belgique :
  - Champion (8) : 1956, 1959, 1960, 1961, 1962, 1963, 1964, 1973
- Coupe de Belgique
  - Vainqueur (3) : 1961, 1972, 1974
  - Finaliste (2) : 1956, 1959